# Condado de Licking
El condado de Licking es uno de los 88 condados del Estado estadounidense de Ohio. La sede del condado es Newark, y su mayor ciudad es Newark. El condado posee un área de 1.783 km² (los cuales 5 km² están cubiertos por agua), la población de 145.491 habitantes, y la densidad de población es de 82 hab/km² (según censo nacional de 2000). Este condado fue fundado en 1808.